# Daniil Nikititsch Kaschin
Daniil Nikititsch Kaschin (russisch Данила Никитич Кашин; * 1769 in Moskau; † 10. Dezemberjul. / 22. Dezember 1841greg. ebenda) war ein russischer Komponist.
Der als Leibeigener geborene Kaschin war Schüler von Giuseppe Sarti. Er wirkte in Moskau als Komponist, Pianist, Dirigent, Lehrer und Konzertveranstalter. Kaschin komponierte fünf Opern, ein Klavierkonzert, Klavierstücke, Lieder, Chorwerke und Kantaten und gab eine dreibändige Sammlung russischer Volkslieder heraus.